# Maniac (miniserie)
Maniac es una miniserie estadounidense de comedia negra basada en la serie de televisión noruega del mismo nombre de Hakon Bast Mossige y Espen PA Lervaag que se estrenó el 21 de septiembre de 2018 en Netflix. La serie está escrita por Patrick Somerville, dirigida por Cary Fukunaga y protagonizada por Emma Stone, Jonah Hill, Justin Theroux, Sonoya Mizuno, Gabriel Byrne y Sally Field.

## Sinopsis
Maniac sigue a «Annie Landsberg y Owen Milgrim, dos extraños atraídos a las últimas etapas de un misterioso ensayo farmacéutico, cada uno por sus propias razones. Annie está descontenta y sin rumbo, obsesionada con las relaciones rotas con su madre y su hermana; Owen, el quinto hijo de dos ricos industriales de Nueva York, ha luchado toda su vida con un diagnóstico disputado de esquizofrenia. Ninguna de sus vidas ha resultado bien, y la promesa de un nuevo tipo de tratamiento farmacéutico radical: una secuencia de píldoras que su inventor, el Dr. James K. Mantleray, afirma que puede reparar cualquier cosa sobre la mente, ya sea una enfermedad mental o una angustia: los lleva junto con otros diez extraños a las instalaciones de Neberdine Pharmaceutical y Biotech para un ensayo de drogas de tres días que, aseguran, no presenta complicaciones ni efectos secundarios de ningún tipo, resolviendo todos sus problemas de forma permanente».

## Elenco y personajes

### Principales
- Emma Stone como Annie Landsberg.
- Jonah Hill como Owen Milgrim.
- Justin Theroux como el Dr. James K. Mantleray
- Sonoya Mizuno como la Dra. Azumi Fujita
- Gabriel Byrne como Porter Milgrim
- Sally Field como la Dra. Greta Mantleray

### Recurrentes
- Kathleen Choe como 3.
- Danny Hoch como 5.
- Allyce Beasley como 11.
- Stephen Hill como 7.
- James Monroe Iglehart como Carl.
- Dai Ishiguro
- Sejal Shah
- Billy Magnussen como Jed Milgrim.
- Julia Garner como Ellie Landsberg.
- Nate Craig
- Jemima Kirke como Adelaide.
- Jesse Magnussen
- Alexandra Curran como Holly Milgrim.
- Rome Kanda como el Dr. Robert Muramoto
- Aaralyn Anderson como Belle Milgrim / Danielle Marino / Australia.
- Cailin Loesch
- Hannah Loesch
- Trudie Styler

## Producción

### Desarrollo
El 18 de marzo de 2016, se anunció que Paramount Television y Anonymous Content producirían una serie de televisión dirigida por Cary Fukunaga. La serie de humor negro de media hora fue producida por Fukunaga, Emma Stone, Jonah Hill, Michael Sugar y Doug Wald. Ashley Zalta también fue anunciada como productora co-ejecutiva. En ese momento, la serie se compraba en varias redes y estaba buscando un guionista. Menos de una semana después, se anunció que Netflix estaba finalizando un trato para la orden de la serie para una temporada de diez episodios.
El 21 de octubre de 2016, se anunció que Patrick Somerville escribiría la serie. El 29 de julio de 2018, se anunció durante la gira anual de prensa de la Asociación de Críticos de Televisión que la serie se estrenaría el 21 de septiembre de 2018.

### Casting
Junto con el anuncio de la serie, se informó que Emma Stone y Jonah Hill estaban finalizando acuerdos para protagonizar la serie. En agosto de 2017, se anunció que Sonoya Mizuno había sido elegida para estar en el elenco principal y que Justin Theroux y Julia Garner aparecerían como recurrentes. El 13 de septiembre de 2017, se informó que Jemima Kirke había sido elegida para un papel recurrente. El 5 de octubre de 2017, se anunció que Sally Field se había unido al elenco en un papel recurrente.

### Rodaje
El rodaje para la primera temporada comenzó el 15 de agosto de 2017 en la ciudad de Nueva York y concluyó a fines de noviembre de 2017.

### Marketing
El 18 de abril de 2018, Netflix lanzó las primeras imágenes oficiales de la serie. El 29 de julio de 2018, se lanzó el teaser tráiler de la serie. Alrededor de una semana después, se publicó el tráiler oficial.